# Уругвайско песо
Вижте пояснителната страница за други значения на песо.
Уругвайското песо валутата и официалното разплащателно средство в Уругвай.
1 уругвайско песо е равно на 100 сентисимо.